# Герман, Анна Николаевна
А́нна Никола́евна Ге́рман (укр. Га́нна Микола́ївна Ге́рман, урождённая Стецив, укр. Стеців; род. 24 апреля 1959, Колодрубы) — украинский политический деятель и писатель, в прошлом журналистка.
С 1981 года работала журналисткой, с 2002 по 2004 год руководила киевским бюро «Радио Свободная Европа — Радио Свобода». В 2004 году стала пресс-секретарём премьер-министра Виктора Януковича и руководителем пресс-службы правительства Украины. С апреля 2006 года по февраль 2010 года была депутатом Верховной рады V и VI созывов от Партии регионов, с апреля 2008 года — заместителем председателя Партии регионов. С февраля 2010 по ноябрь 2012 года работала в Администрации президента. В октябре 2012 года избрана народным депутатом Украины VII созыва от Партии регионов. С января по ноябрь 2013 года являлась советником президента Украины Виктора Януковича. Глава Межфракционного депутатского объединения «За содействие свободе совести».
Владеет русским, украинским, немецким, английским, польским языками.

## Ранние годы
Родилась 24 апреля 1959 года в селе Колодрубы. Отец — Николай Петрович Стецив (1932—1971). Мать — Катерина Григорьевна Ганущак (по другим источникам, фамилия матери — Кауфман) (1936—2013), завклубом.
В 1982 году окончила факультет журналистики Львовского государственного университета имени Ивана Франко.

## Карьера журналистки
С 1981 по 1984 год работала в редакции николаевской районной газеты «Ленинская заря» (укр. Ленінська зоря) на должностях телетайписта, корреспондента, заведующего отделом редакции. В 1985 году стала корреспонденткой львовской газеты «Ленинская молодежь» (укр. Ленінська молодь), где проработала до 1990 года. В этот же период была членом правления Союза журналистов СССР в Москве (1986—1987), заведующей отделом газеты «Молодая Галичина» (укр. Молода Галичина; 1987—1989), корреспонденткой Украинского независимого информационно-издательского союза Вячеслава Черновола (1989).
С 1991 по 2002 год работала корреспонденткой львовской городской газеты «Ратуша», в то же время будучи свободным сотрудником «Радио Свобода». С 1997 — корреспондент «Радио Свободная Европа — Радио Свобода» в Варшаве.
С 2002 по 2004 год была директором киевского бюро «Радио Свободная Европа — Радио Свобода».

## Политическая карьера
6 мая 2004 года Анна Герман стала пресс-секретарём премьер-министра Украины Виктора Януковича и руководителем пресс-службы Кабинета министров Украины. 31 декабря 2004 года Виктор Янукович подал в отставку с должности премьер-министра Украины, но Герман осталась пресс-секретарём Януковича уже как главы Партии регионов, проработав на этой должности до мая 2006 года.
В марте 2006 года Герман вступила в Партию регионов. В мае была избрана народным депутатом Украины V созыва от Партии регионов. В парламенте она с июля была первым заместителем главы комитета по вопросам свободы слова и информации, а с января 2007 года — членом комитета по международным делам. С августа 2006 по декабрь 2007 года была советником вновь премьер-министра Виктора Януковича.
В ноябре 2007 года Герман была избрана народным депутатом Украины VI созыва. В декабре 2007 года стала заместителем лидера фракции Партии регионов и главой комитета по вопросам свободы слова и информации, а также была избрана в президиум политсовета Партии регионов. 19 апреля 2008 года на съезде партии Герман была избрана заместителем председателя.
После избрания президентом Виктора Януковича 25 февраля 2010 года была назначена заместителем главы Администрации президента Украины. В апреле 2011 года была переведена на должность советника президента Украины — руководителя главного управления по гуманитарным и общественно-политическим вопросам Администрации президента Украины.
28 октября 2012 года избрана народным депутатом Украины VII созыва от Партии регионов. 23 ноября президент Янукович в связи с этим освободил её от должности советника президента — руководителя главного управления по гуманитарным и общественно-политическим вопросам Администрации президента. 9 января 2013 года Герман назначена советником президента Украины Виктора Януковича.
В конце октября 2014 года сообщила о своём решении покинуть политику.
20 октября 2014 года в издательстве L’Esprit des Aigles («ЛьЭспри дез Эгль») в Бельгии вышла книга Анны Герман «Девочка и космиты» в переводе на французский язык. Книгу Анны Герман высоко оценили представители европейской интеллектуальной элиты.
27 ноября 2014 года книга Анны Герман «Девочка и космиты», вышедшая на французском языке в этом году, удостоена Гран-При Солензара.
24 ноября 2015 года книга Анны Герман появилась в книжных магазинах на Западе в переводе на английский язык.
30 мая 2015 года совместно с издательством «Ярославов Вал» Анна Герман на Книжном Арсенале в Киеве презентовала свою книгу «Девочка и космиты». Практически весь тираж книги был раскуплен в первый день презентации. Издательство передаст вырученные деньги в пользу детей-сирот из Донбасса и раненых бойцов АТО.
18 ноября 2016 года Анна Герман вошла в Рейтинг сильнейших ораторов за время независимости Украины, вместе с Вячеславом Чорноволом и Линой Костенко.
Тесно сотрудничала с Полом Манафортом, политическим технологом Президента США Дональда Трампа.
Входит в руководство Международной женской религиозной организации со штаб-квартирой в США.
В апреле 2021 года вместе с юмористами и ведущими телеканала 112-Украина Владимиром Данильцом и Владимиром Моисеенко стала инициатором создания «Благотворительного фонда защиты свободы слова», появившегося после введения санкций в отношении телеканалов холдинга «Новости» (112-Украина, NewsOne, ZIK).

## Творческая деятельность
Автор книг «Пирамиды невидимые» (2003, опубликована под девичьей фамилией Стецив) и «Красная Атлантида» (2011), «Девочка и космиты» (2014).
С июля 2016 года стала ведущей программы «Субъективные итоги недели» на телеканале «NewsOne», принадлежащем народному депутату Евгению Мураеву.

## Семья
Первый супруг — Владимир Коровицын, сын бывшего начальника Николаевского райотдела КГБ по Львовской области. Сын от этого брака, Николай Владимирович Герман (в прошлом Коровицын, род. 9 сентября 1979 — 17 сентября 2015), ранее — помощник народного депутата Тараса Чорновила, с марта по ноябрь 2010 года — заместитель министра по чрезвычайным ситуациям Украины Нестора Шуфрича в правительстве Николая Азарова. Николай скончался от инфаркта 17 сентября 2015 года в возрасте 36 лет. Острая сердечная боль появилась ночью с 16 на 17 сентября, и Николай самостоятельно поехал в больницу, но по дороге его состояние резко ухудшилось. Он съехал с дороги и включил аварийный стоп-сигнал. Водитель проезжавшего мимо автомобиля вызвал «скорую помощь», но Николай Герман скончался до приезда медиков.
Второй супруг — Сергей Михайлович Герман (род. 1952), дипломат. Сын от этого брака, Роман Сергеевич Герман, погиб 15 июня 2009 года в возрасте 17 лет в автокатастрофе на трассе Одесса — Киев.

## Награды
- За вклад в межнациональное взаимопонимание[21]
- Орден Святой Варвары Великомученицы І степени (2012)[22] , присвоенный Украинской Православной Церковью.
- Гран-При Института Солензара (премия в области литературы, основанная в 1982 году рядом академиков Французской Академии, профессорами Сорбонны. Среди учредителей премии — известные политики, общественные деятели, деятели культуры Франции) за книгу «Девочка и космиты», вышедшую на французском языке (2014).[10]